# О знаменитых мужах (Исидор Севильский)
О знамени́тых мужа́х (лат. De viris illustribus) — сочинение Исидора Севильского, написанное в 615—618 годы.

## О знаменитых мужах
Книга Исидора представляет собой продолжение и дополнение к одноимённым книгам Иеронима Стридонского «De viris illustribus» и Геннадия Массилийского «De viris illustribus». Книга состоит из 46 глав. Следуя Иерониму и Геннадию, каждая глава содержит краткую биография одного из 46 выдающихся деятелей: отцов церкви и церковных писателей, в том числе еретиков. Главы, посвящённые каждому автору в основном, располагаются в хронологической последовательности.
Сочинение Исидора в оригинале включало 33 кратких обзора биографий и библиографий церковных писателей, по преимуществу западных, двенадцать из которых были испанцами, шесть из них жили в одно время с Исидором Севильским. Анонимный испанский автор в IX—X веке дополнил книгу Исидора до сорока шести глав, включив в него ещё 13 человек. В расширенном виде (46 глав) сочинение Исидора представлен во многих поздних манускриптах и печатных изданиях. В оглавлении 83 тома Patrologia Latina указано 47 глав; хотя в самом тексте сорок седьмая глава, которая должна быть посвящена Исидору Севильскому, отсутствует.
Ценной особенностью его труда является включение биографий известных христианских писателей, современников Иеронима и Геннадия, которых те по какой-то причине не упомянули в своих книгах (Осий Кордубский, Иоанн Златоуст, Феодор Мопсуестийский и другие). Книга содержит не только ценные сведения о жизни знаменитых людей, но и сведения о их сочинениях, многие из которых не сохранились до наших дней. Книга Исидора Севильского была впоследствии продолжена Ильдефонсом Толедским, написавшим собственное сочинение «De viris illustribus», состоявшее из четырнадцати глав.

## Содержание книги
- 1. Сикст, папа Римский
- 2. Макробий, дьякон
- 3. Филастрий, епископ Брешии
- 4. Феодор, епископ Мопсуетский
- 5. Осий Кордубский
- 6. Тораний Руфин, пресвитер Аквилейский
- 7. Верекунд, епископ Африканский[1]
- 8. Викторин, епископ
- 9. Идаций, епископ Галисийский
- 10. Евсевий, епископ Дорилейский[англ.][2]
- 11. Цереалий, епископ Касталланский
- 12. Ферранд, дьякон Карфагенский
- 13. Петр, епископ Лериды (лат. Petrus, episcopus Herdensis)
- 14. Марцеллин, пресвитер
- 15. Идаций, епископ Испанский
- 16. Сириций
- 17. Павлин, пресвитер Медиоланский
- 18. Проба
- 19. Иоанн Златоуст, епископ Константинопольский
- 20. Седулий, пресвитер
- 21. Поссидий, епископ Африканский
- 22. Примасий, епископ Гадруметский[англ.]
- 23. Протерий, епископ Александрийский
- 24. Пасхазин, епископ Сицилийский
- 25. Юлиан Померий
- 26. Евгиппий
- 27. Фульгенций, епископ Руспийский
- 28. Евхерий, епископ Лугдунский
- 29. Иларий, епископ Арелатский[3]
- 30. Апрингий, епископ Пакс Юлии[англ.][4]
- 31. Юстиниан император
- 32. Факонд, епископ Гермианы
- 33. Юстиниан, епископ  Валенсийский[кат.]
- 34. Юст Уржельский
- 35. Мартин Брагский
- 36. Авит, епископ Вьеннский
- 37. Драконций
- 38. Виктор Туннунский
- 39. Иоанн, епископ Константинопольский
- 40. Григорий, папа Римский
- 41. Леандр Севильский
- 42. Лициниан, епископ Картахенский[исп.]
- 43. Север, епископ Малаги (лат. Severus, episcopus Malacitanas)
- 44. Иоанн, епископ Жироны
- 45. Евтропий, епископ  Валенсийский[англ.][5]
- 46. Максим, епископ Сарагосы[англ.]
- 47. Исидор Гиспальский

## Издания
- PL 83. col. 1081 Архивная копия от 20 августа 2016 на Wayback Machine
- S. Hieronymus, Gennadius, S. Isidorus Hispalensis, and Cassiodorus.// HIERONYMUS (s.). De viris illustribus, ISIDORUS HISPALENSIS (s.). Allegoriae quaedam Sacrae Scripturae, ISIDORUS HISPALENSIS (s.). De ortu et obitu Patrum, ISIDORUS HISPALENSIS (s.). De viris illustribus, ISIDORUS HISPALENSIS (s.). Etymologiae, ISIDORUS HISPALENSIS (s.). Prooemia in libros Veteris et Novi Testamenti, and F. 1 S. HIERONYMUS, De viris illustribus (P. L., XXIII, 601—719). F. 38v GENNADLUS MASSILIENSIS, De viris illustribus (P. L., LVIII, 1060—1118, et Czapla dans Kirchengesch. Studien, IV1 (1898), 6-176). F. 63 S. ISIDORUS HISPALENSIS, In libros Vet. et Novi Testamenti proemia (P. L., LXXXIII, 155—180), suivi des Etymologiae, l. VI, c. I et II (P. L., LXXXII, 228—235) ; F. 81 De ortu et obitu Patrum (P. L., LXXXIII, 129—156) ; F. 104v Allegoriae (ibid., 97-130). F. 128 De viris illustribus, abrégé d’HONORIUS D’AUTUN (ibid., 1086—1106 ; cf. CLXXII, 221—228). F. 138 CASSIODORUS, Institutiones, l. I, avec prol. (Ms. p2 de Mynors, Oxford, 1937, XLIV, 3-85. F. 190v Formules d’excommunication solennelle.
- Isidorus Hispaliensis — De Viris Illustribus Liber Архивировано 9 апреля 2012 года.
- España sagrada: Trata de la Provincia Cartaginense …, Том 5. Enrique Flórez. Real Academia de la Historia, 1839. p. 421 Архивная копия от 20 августа 2016 на Wayback Machine